# Francesco Totti
Francesco Totti, italijanski nogometaš, * 27. september 1976, Rim, Italija. 
Totti je vso člansko kariero igral za Romo. Bil je tudi član italijanske nogometne reprezentance.